# Black Diamond (Floryda)
Black Diamond – jednostka osadnicza w Stanach Zjednoczonych, w stanie Floryda, w hrabstwie Citrus.